# Pithovirus
Pithovirus (лат.) — род вирусов, включающий два вида: Pithovirus sibericum и Pithovirus massiliensis; они оба поражают амёб Acanthamoeba. Pithovirus sibericum был описан в 2014 году и является самым крупным известным на данный момент вирусом (до 1,5 мкм в длину, до 0,5 мкм в диаметре). Он был выделен из образца многолетней мерзлоты из Сибири, возраст которого оценивается в 30 тыс. лет. Pithovirus massiliensis был найден в 2016 году в образце сточных вод.

## Структура
Вирионы Pithovirus достигают около 1,5 мкм в длину и 0,5 мкм в диаметре, что в полтора раза больше открытого в 2013 году вируса Pandoravirus (1,0 × 0,5 мкм), считавшегося самым крупным из известных вирусов. Изображения вирионов, полученные с помощью просвечивающей электронной микроскопии, показали, что они покрыты электроноплотной оболочкой толщиной 60 нм, подстилаемой липидной мембраной. Эта мембрана ограничивает внутренний компартмент, лишённый каких-либо видимых структур, за исключением электронплотной сферы и иногда наблюдаемых трубчатых структур, параллельных длинной оси частицы. Оболочка представлена полосами, разделёнными зазорами в 10 нм и расположенными перпендикулярно поверхности частицы. Зрелый вирион Pithovirus имеет апикальное отверстие, закрытое «коркой», представленной высокорегулярной гексагональной сеткой, похожей на пчелиные соты. Внутри вириона нет особой структуры, заключающей в себе вирусную ДНК. На начальной стадии инфекции, когда вирус находится в вакуоли амёбы, эта «корка» выталкивается, поэтому после слияния мембраны вириона с мембраной фагосомы плохо охарактеризованное содержимое вирусной частицы изливается в цитоплазму клетки-хозяина. Начальный этап инфекции Pithovirus напоминает начало пандоравирусной или мимивирусной инфекции, однако дальнейшие этапы репликации этих вирусов сильно различаются.

## Геном и протеом
В отличие от других гигантских вирусов, например Pandoravirus, геном Pithovirus не так уж велик: он состоит всего лишь из 610 тысяч пар оснований (против 2770 у пандоравирусов и 1000—1200 у мимивирусов) и имеет низкий GC-состав (36 %). Такие невысокие значения особенно удивительны, если принять во внимание огромные размеры частиц этого вируса. Геном Pithovirus кодирует 467 белков. По сравнению с другими гигантскими вирусами, для него характерна низкая плотность кодирующих последовательностей (68 %). Она связана с большим количеством палиндромных повторов. Эти мотивы длиной 150 нуклеотидов наиболее часто встречаются в длинных рядах (2000 нуклеотидов) тандемных повторов. Они не транскрибируются и не имеют ничего общего с известными мобильными элементами и повторами, найденными в других вирусных геномах. Кроме того, ДНК Pithovirus имеет необычную для вирусов топологию: двуцепочечная ДНК, которая может переходить из линейной формы в кольцевую, и наоборот. Такая топология ДНК характерна для Iridoviridae — семейства крупных икосаэдрических ДНК-содержащих вирусов.
Доминантные функциональные категории белков Pithovirus следующие: белки, связанные с транскрипцией (17 опознанных генов), с репарацией ДНК (11 генов, в том числе ген АТР-зависимой ДНК-лигазы), с синтезом нуклеотидов (7 ферментов, в том числе альтернативная тимидилатсинтаза), с репликацией ДНК (5 генов). Такое распределение в целом типично для крупных ДНК-содержащих вирусов. В отличие от пандоравирусов, кодируемые вирусом белки транскрипционной машинерии у Pithovirus упаковываются в зрелый вирион. Среди таких белков 4 субъединицы РНК-полимеразы (RPB1, RPB2, RPB5, RPB10), три транскрипционных фактора, три хеликазы-топоизомеразы и фермент, кэпирующий мРНК. Наличие этих белков соответствует тому, что жизненный цикл Pithovirus протекает вне ядра. Единственный идентифицированный интрон в геноме Pithovirus является самосплайсирующимся интроном и располагается в гене, кодирующем большую субъединицу ДНК-зависимой РНК-полимеразы. Гомолог РНКазы III, работающий с двуцепочечными РНК и найденный в вирионах Pithovirus, может быть вовлечён в процессинг вирусных транскриптов, большая часть которых заканчивается шпилькой, как у мимивирусов. Как и многие икосаэдрические вирусы, но в отличие от пандоравирусов, вирусная частица Pithovirus содержит гликозилированные белки.

## Жизненный цикл
Заражение амёбы Pithovirus происходит, когда она фагоцитирует вирусную частицу. Вирусная частица оказывается в фагосоме, и, как описывалось выше, после выталкивания «корки», прикрывающей апикальный конец частицы, и слияния мембран содержимое вирусной частицы высвобождается в цитоплазму клетки. По мере развития инфекции в цитоплазме клетки формируется почти округлая светлая зона, достигающая до 4 мкм в диаметре. На границе этой предполагаемой «вирусной фабрики» отпочковываются многочисленные электронплотные везикулы, и вместе с тем в «вирусной фабрике» накапливается мембранный материал неясного происхождения. При формировании вириона оболочка и внутренняя часть собираются одновременно. В процессе сборки вириона можно выделить две фазы: сначала формируются прямоугольные частицы со стенкой толщиной 25 нм, и далее они созревают в яйцевидные частицы, окружённые оболочкой толщиной 60 нм. Выделение зрелых вирусных частиц осуществляется путём экзоцитоза и начинается спустя 8 часов после инфицирования. В отличие от пандоравирусов, в ходе инфекции Pithovirus ядро и ядрышко остаются неповреждёнными. Полный лизис заражённой культуры наступает примерно спустя 15 часов после заражения.

## Классификация и родственные связи
Состав генов Pithovirus, в общих чертах, похож на таковой у крупных икосаэдрических ДНК-содержащих вирусов эукариот. Филогенетический анализ, основанный на ДНК-полимеразе, помещает Pithovirus в кладу, состоящую из Iridoviridae и Marseilleviridae — двух семейств крупных ДНК-содержащих вирусов, отдалённо родственных друг другу. Анализ на основе субъединиц РНК-полимеразы RPB1 и RPB2 Pithovirus свидетельствует о правильности такого включения, хотя аминокислотные последовательности этих белков всё ещё далеки от таковых у их ближайших гомологов в Marseilleviridae (совпадают лишь 30 % аминокислотных остатков). Лишь для около трети из 467 предсказанных белков Pithovirus (точнее 152, что составляет 32,5 %) нашлись гомологи в базах данных, причём эти белки принадлежат вирусам семейств Marseilleviridae, Mimiviridae и Iridoviridae. Эти семейства объединяют в группу крупных ядерно-цитоплазматических ДНК-содержащих вирусов, которой иногда присваивают ранг порядка и название Megavirales. В 2015 году было предложено выделить Pithovirus в отдельное семейство — Pithoviridae. Megavirales (и Pithovirus в её составе) также выделяют как четвёртую группу TRUC (англ. Things Resisting Uncompleted Classifications) — группу, которая на данный момент находится вне трёхдоменной системы Карла Вёзе и считается четвёртой крупной монофилетической группой наряду с доменами Bacteria, Archaea и Eukarya. Впрочем, такое выделение спорно и признаётся не всеми учёными.
Интересно, что за несколько лет до открытия Pithovirus в 2014 году Хоффман и коллеги описали KC5/2 — предполагаемого эндосимбионта архейного происхождения у Acanthamoeba, который, как оказалось, морфологически схож с Pithovirus. Этот эндосимбионт в настоящее время рассматривается как современный родственник Pithovirus, а не новый пандоравирус.
В дальнейшем был описан род гигантских вирусов Cedratvirus, который настолько близок к вирусам рода Pithovirus и морфологически, и генетически, что их объединяют в семейство Pithoviridae. Также в это семейство предлагается включить недавно описанный вирус Orpheovirus.

## Открытие
Pithovirus sibericum был обнаружен в 2014 году в образце многолетней мерзлоты из Сибири возрастом в 30 тыс. лет французскими эволюционными биологами супругами Жаном-Мишелем Клаври и Шанталь Абергель из Средиземноморского университета (Университета Экс-Марсель). Вирусные частицы были обнаружены после того, как образец был экспонирован с амёбами Acanthamoeba castellanii и амёбы начали погибать. Было обнаружено, что погибшие амёбы содержат частицы гигантского вируса. Название открытому вирусу было дано по греческому слову пифос (др.-греч. πίθος), означающее большой древнегреческий кувшин для хранения продуктов питания. Новый вид был описан в марте 2014 года в американском журнале Proceedings of the National Academy of Sciences. По состоянию на июль 2015 года род Pithovirus ещё не зарегистрирован в базе данных Международного комитета по таксономии вирусов (ICTV).
В 2015 году та же исследовательская группа описала ещё один вирус-гигант в том же образце вечной мерзлоты — Mollivirus sibericum.